# Дьюи, Джон
Джон Дью́и (англ. John Dewey; 20 октября 1859, Берлингтон, штат Вермонт — 1 июня 1952, Нью-Йорк) — американский философ и педагог, представитель философского направления прагматизма. Автор более 30 книг и 900 научных статей по философии, эстетике, социологии, педагогике и другим дисциплинам.
Несмотря на причисление Дьюи к философам прагматизма, сам он указывал, что предпочитает термин "натурализм",а "прагматизм" использует очень ограниченно и с оговоркам.
Во время Второй мировой войны Дьюи выступал против идеологии нацизма, в частности, против насилия над педагогикой в нацистской Германии.
Как иногда утверждается, «философия Дьюи очень популярна в США, и 80 % американцев, знакомых с философией, считают Дьюи лучшим философом Америки своего времени».

## Биография

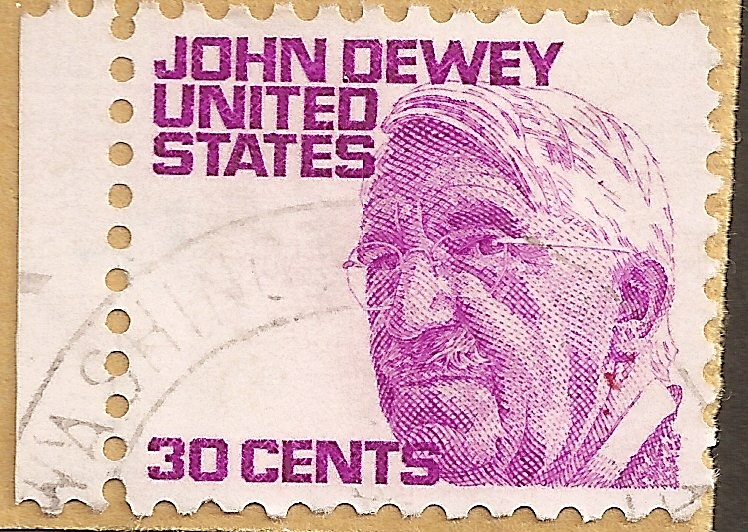
Почтовая марка США 1968 года выпуска, посвящённая Джону Дьюи

Джон Дьюи родился 20 октября 1859 года в городе Берлингтоне, штат Вермонт, в семье табачного фабриканта Арчибальда Спрага Дьюи и матери Люсины Артемисии Рич Дьюи. Старший брат Джон погиб 17 января 1859 года, а средний брат Дэвис (7.04.1858—13.12.1942) стал известным экономистом.
По окончании школы он начал учиться в Вермонтском университете по программе свободных искусств. С особой страстью занимался философией под руководством профессора Торея, который читал курс философии этики. После окончания университета Дьюи преподавал в 1879—1881 годах в частной средней школе в Ойл Сити (Пенсильвания), директором которой была его двоюродная сестра. Работая в школе, Джон продолжал интенсивные занятия философией. В 1881 году он направил свою первую статью «Метафизическое восприятие материализма» в «Журнал философии», вокруг которого группировалось философское общество Сент-Луиса. Статья была благосклонно принята, опубликована, а её автору рекомендовали продолжить философские изыскания. Это определило окончательный выбор Дьюи жизненного пути — он решил стать философом.
Окончил Вермонтский университет (1879). Был профессором Мичиганского, Чикагского и Колумбийского университетов (1904—1930). В 1919 году стал одним из основателей Новой школы социальных исследований в Нью-Йорке. Стоял во главе «Лиги независимого политического действия». Во время Второй мировой войны Дьюи выступал против идеологии нацизма, в частности, против насилия над педагогикой в нацистской Германии.

## Научная и общественная деятельность
Дьюи развил новый вариант прагматизма — инструментализм, разработал прагматистскую методологию в области логики и теории познания.
Как пишет А. Якушев, Дьюи «отвергал идею первотолчка, считал поиски первопричины всего сущего бессмысленными. Центральное понятие в философии Дьюи — понятие опыта — всего того, что имеется в человеческом сознании, как врождённое, так и приобретённое» (эмпиризм Дьюи).
По словам А. Якушева, «Цель философии по Дьюи — помочь человеку в потоке опыта двигаться по направлению к поставленной цели и достигать её». Согласно Дьюи, основная задача философии не в том, чтобы, «правильно используя опыт, добиваться единичных целей, а в том, чтобы с помощью философии преобразовать сам опыт, систематически совершенствовать опыт во всех сферах человеческой жизни».
Три пути совершенствования опыта по Дьюи:
- Социальная реконструкция.
- Применение к опыту глубоко разработанных научных методов «высоких технологий».
- Совершенствование мышления.

Социальная реконструкция — совершенствование самого общества — условие совершенствования опыта, поскольку значительная доля опыта накапливается внутри общества. Социальная реконструкция подразумевает:
- Совершенствование отношений собственности, наделение собственностью как можно большего числа людей, акционирование собственности (в ответ на идеи марксизма).
- Через совершенствование отношений собственности — приближение человека к итогам своего труда, сокращение паразитирующей прослойки, присваивающей результаты труда (крупные собственники, монополисты).
- Более справедливое распределение материальных благ.
- Борьба с бедностью, постоянная забота государства об улучшении благосостояния граждан.
- Обеспечение прав человека, совершенствование демократического государства.

Основные проблемы морали и социальной философии Дьюи:
- Существует плюрализм целей и благ (нет единственно возможного «высшего блага»).
- Цели и блага не абстрактны, но конкретны.
- Основные блага — здоровье, богатство, честь, доброе имя, дружба, высокая общественная оценка, образованность, умеренность, справедливость, доброжелательность.
- Люди стремятся не к самим благам, а к размеру благ. Достижение блага — изменение в качестве опыта — следовательно, сам рост является главной моральной целью.
- Моральные заповеди (не убий, не укради) не имеют абсолютного характера (например, на войне по отношению к врагу) и справедливы (не справедливы) в каждом конкретном случае.
- Демократия — оптимальная форма человеческого общежития.
- Цели должны соответствовать средствам, и наоборот, применение неблаговидных средств приведёт к качественному изменению целей (цели придут в соответствие со средствами).
- Основной рычаг социальной реконструкции — применение научных методов и высоких технологий в образовании и морали.

Дьюи разработал теорию научного метода как инструмента успешной человеческой деятельности, достижения целей. Открытие, сделанное Дьюи при разработке теории научного метода и учении о проблематичной ситуации, состоит в том, что достоверное знание и правильное использование научного метода приводят к превращению проблематичной ситуации в решённую — ситуация приобретает иное качество — «следовательно, познание приводит к качественному изменению объекта познания — познание изменяет само существование предмета познания».
С конца 1920-х Джон Дьюи принял участие в работе гуманистических обществ, возникших в США. Он был членом Первого гуманистического общества Нью-Йорка (основатель — доктор Чарльз Фрэнсис Поттер (Charles Francis Potter)), заседавшего по воскресеньям в Стэнвей-холле на 57-й улице Манхэттена. В 1933 г. он участвовал в создании Первого гуманистического манифеста — программного документа религиозного гуманизма, основная идея которого состояла в необходимости создания новой нетрадиционной гуманистической религии, направленной исключительно на мирские ценности. Отвергая традиционные формы религии, Дьюи выдвигал на их место свою «натуралистическую», или «гуманистическую», религию. Религиозные взгляды Дьюи в БСЭ были определены как «вид богостроительства».
Дьюи активно занимался правозащитной деятельностью, был членом Комитета в защиту рабочих-анархистов Сакко и Ванцетти, приговорённых к смертной казни. Когда в 1937 г. была создана комиссия по расследованию знаменитых московских процессов «врагов народа» (она была создана по требованию Л. Д. Троцкого, так как на этих процессах обвиняемые ссылались, что тот якобы склонял их к шпионажу и терроризму), эту комиссию возглавил Дьюи, несмотря на то, что ему уже было почти 80 лет и никакой симпатии к коммунистической идеологии он не испытывал (впрочем, Дьюи был левым либералом и организатором «Лиги за независимое политическое действие», объединявшей либералов и социалистов). Комиссия предметно исследовала материалы процессов и связанные с ними нестыковки наподобие «копенгагенского эпизода» и нашла, что все обвинения, выдвигаемые против Троцкого и его сына Льва Седова, фальсифицированы, тем самым оправдав не только их, но и косвенно жертв самих процессов.
Участие Дж. Дьюи в упомянутых процессах повлияло на распространение его книг в Советской России. Если в 20-х годах XX в. (после приглашения наркомом просвещения А. В. Луначарским в качестве зарубежного советника по вопросам построения новой советской школы, последующего приёма Н. К. Крупской и т. д.) некоторые его книги издавались в СССР большими выпусками до 9 раз, то после упомянутых процессов книги Дьюи были изъяты из советских библиотек, а даже упоминание о нём крайне не приветствовалось. Книги Дьюи вновь стали доступны широкому российскому читателю только после 1991 г.

## Педагогические идеи
Прагматизм в педагогике
Большое влияние на него оказали идеи Ф. Паркера.
Цель воспитания, по Дьюи, — воспитание личности, умеющей «приспособиться к различным ситуациям» в условиях свободного предпринимательства. Д. Дьюи и его последователи (Е. Паркхерст, У. Х. Килпатрик, Е. Коллингс и др.) полагали, что можно положительно повлиять на жизнь каждого человека, заботясь с детства о здоровье, отдыхе и карьере будущего семьянина и члена общества. Они рассматривали изучение специфики детства как путеводитель научной педагогики, предлагая сделать ребёнка предметом интенсивного воздействия многообразных факторов воспитания — экономических, научных, культурных, этических и пр.
Экспериментальный метод у Д. Дьюи предполагал, что мы знаем только то и тогда, когда можем своей деятельностью произвести действительно изменения в вещах, которые подтвердят или опровергнут наши знания. Без этого знания остаются только догадками.
Важнейшим источником для педагогики как науки Д. Дьюи считал проверенный жизнью метод. В реформаторской педагогике Д. Дьюи выступил как наиболее яркий представитель философско-педагогического направления прагматизма с его трактовкой истинности как практической значимости: «истинно то, что полезно». Дьюи выступал за практическую направленность воспитания, предлагая решать его задачи посредством спонтанного развития ребёнка: «Ребёнок — это исходная точка, центр и конец всего. Надо иметь в виду его развитие, ибо лишь оно может служить мерилом воспитания».
Дьюи рассматривал воспитание как процесс накопления и реконструкции опыта с целью углубления его социального содержания.
Инструментальная педагогика
Накопление ребёнком личного опыта ведёт к воспитанию его личности. Исходя из этого, Д. Дьюи выдвинул идею создания «инструментальной» педагогики, строящейся на спонтанных интересах и личном опыте ребёнка. Согласно этой концепции обучение должно сводиться преимущественно к игровой и трудовой деятельности, где каждое действие ребёнка становится инструментом его познания, собственного его открытия, способом постижения истины. Такой путь познания представлялся прагматистам более соответствующим природе ребёнка, нежели привычное сообщение ему системы знаний. Конечным итогом обучения, по Д. Дьюи, должна была стать выработка навыков мышления, под которыми понималась способность в первую очередь к самообучению. Целями обучения выступали умение решать жизненные задачи, овладение творческими навыками, обогащение опыта, под которым понимались знания как таковые и знания о способах действия, а также воспитание вкуса к самообучению и самосовершенствованию.
Практическое осуществление замыслов Д. Дьюи
Воплощение замыслов Д. Дьюи в жизни осуществлялось в 1884—1916 тт. в разных школах. По его методике проводилась работа в опытной начальной школе при Чикагском университете, учреждённой в 1896 г., где обучались дети с 4 до 13 лет. В качестве основания для начала обучения с такого раннего возраста выдвигалось утверждение, что основа всей последующей школьной жизни закладывается в дошкольных учреждениях. Поэтому первые опыты Д. Дьюи были связаны с работой с маленькими детьми, которые с самого раннего возраста приучались делать всё самостоятельно, преимущественно в виде игры. Позже в школе опора делалась на трудовую деятельность — 11—13-летние мальчики и девочки пряли, ткали, шили, то есть учились «делать». Мышление при этом должно было «обслуживать» опыт каждого ребёнка. Оно становилось необходимым только при решении определённых жизненных задач, и учебная деятельность в таких условиях не требовала дополнительного понукания.
Система обучения в такой школе не была связана с понятием так называемого общественно полезного труда — в основе её лежали интересы отдельного ученика. Задачей школы была подготовка учащихся к самостоятельному решению возникающих задач, выработка умения приспосабливаться к среде. Воспитатель и учитель должны были лишь направлять деятельность учащихся в соответствии с их способностями. Воспитание, писал Д. Дьюи, должно опираться на независимое существование прирождённых способностей; задача воспитания состоит в их развитии, а не в их создании.
Организация работы в школе
На основе своего опыта работы в школе Д. Дьюи дополнил свою концепцию положениями о том, что школа обязана гибко откликаться на изменения в обществе и должна сама стать как бы обществом в миниатюре, она должна предоставлять детям наибольшие возможности для выработки общественного чувства сотрудничества и навыков взаимопомощи. Школа, представленная у Д. Дьюи как воспитывающая и обучающая среда, должна была выполнять следующие основные задачи: упрощать сложные явления жизни, предоставляя их детям в доступном виде; выбирать для изучения наиболее распространённые и важные моменты из опыта человечества; содействовать выравниванию общественных различий, создавая «единство мыслей и согласованность действий». Содержанием образования у прагматистов выступал приобретённый опыт ребёнка, обогащающийся в условиях обучающей среды.
Для учащихся способом приобретения опыта являлось решение различных деловых задач: изготовить макет, найти ответ на вопрос и т. д., а приобретение необходимых для этого знаний связывалось с интересами ребёнка, которые обеспечивают его внимание и деятельность. Д. Дьюи при этом допускал, что не всё жизненно важное может представлять для ребёнка интерес, в связи с этим у детей нужно развивать силу воли, воспитывать характер.
Противоречие между интересом и усилием устраняется, по мнению Д. Дьюи, знанием воспитателем возрастных особенностей детей. Д. Дьюи выделял три таких периода в школьной жизни. Первый период — с четырёх до восьми лет. Он характерен яркостью связей между впечатлением, представлением и действиями. Второй — от восьми до одиннадцати лет — период расширения сфер деятельности и заинтересованности в её итогах. Игра уже не занимает такое большое место в жизни ребёнка, как в первый период. На этом этапе выявляются связи между средствами и целями деятельности, появляется творчество. Третий период — от одиннадцати лет до окончания начального образования — очень важный в жизни ребёнка, потому что он связан с естественным ростом всех сущностных сил личности.
Школьное обучение, согласно Д. Дьюи, следует начинать с деятельности учащихся, имеющей общественное содержание и применение, и только позже подводить школьников к теоретическому осмыслению материала, к познанию природы вещей и способов их изготовления. Содержание обучения, таким образом, усваивается как побочный продукт в ходе исследования проблемной обучающей среды, организованной как логическая последовательность педагогических ситуаций. Подлинным образованием Д. Дьюи считал всё ценное, вынесенное и пережитое из конкретных ситуаций, из специально организованного опыта, из «делания». Единственным критерием педагогической ценности учебного предмета выступал только его вклад в «становление системы внутренней личностной ориентации».
Критика педагогических идей Д. Дьюи
Идея прагматического образования Д. Дьюи и основанный на ней метод проектов У. Килпатрика подвергались серьёзной критике уже их современниками. Так, профессор Колумбийского университета в Нью-Йорке Уильям Бэгли (1874—1946), представитель так называемого «эссенциализма» — «сущностного» подхода к педагогике, — резко выступал против утилитаризма школьных программ и прагматических подходов к образованию. Рассматривая образование как «стабилизирующую силу», У. Бэгли требовал укрепления его исторически сложившихся функций. Школьное обучение должно быть, по его мнению, направлено на овладение учащимися основными навыками умственной деятельности, позволяющими продвигаться в знаниях вперёд, от чего отказалась собственно прагматическая педагогика. У. Бэгли один из первых в США стал также критиковать теорию врождённых способностей и основанную на ней практику исследования интеллекта ребёнка, поскольку считал, что тесты не могут полностью раскрыть возможности личности и в руках неподготовленных педагогов могут принести вред.
Призыв Дьюи обратить внимание на ребёнка в педагогическом процессе и строить обучение исходя только из интересов ребёнка в конечном счёте приводил к отказу от систематического обучения, к снижению роли научных знаний в воспитании детей.
Дьюианский концепт «роста-развития» как диалектический метод плодотворен и необходим, но в качестве цели и результата образования имеет ряд недостатков. «Рост» как методология акцентирует обычно признаваемую, но недостаточно учитываемую проектную природу целеполагания, с ее невозможностью изначальной определенности даже относительно материального объекта проекта. И тем меньшая определенность возможна относительно человека как цели проекта, в частности, потому что сам человек меняется под влиянием целевой детерминации. Однако «рост» как цель и результат, акцентирующий незрелость, ведет к потере критериев, идеала и нормы зрелости. Но перспектива бесконечно разворачивающегося будущего характерна для взгляда из детства, юности. 
Активизм как образовательная модель «узаконивается» пониманием Дьюи образования в модусе «высвобождающейся» в росте деятельности. Так игнорируются или даже оказываются исключены из горизонта философско-образовательного рассмотрения потребность обучающегося в периодах покоя и потенциал созерцания, связанного с пассивностью.
А по причине преодоления Дьюи дуальности внешнего и внутреннего, индивида и общества, «отделенной субъективности» (человека как субъекта) в пользу нерасчлененного единства образовательной ситуации «роста» его усилиями, в частности, была ослаблена старая образовательная идея культивации внутреннего мира человека.
Педагогические идеи Дьюи в России
В 1928 году Дьюи приехал в Советский Союз, чтобы помочь Наркомпросу в освоении «способа проектов», Надежда Константиновна Крупская принимала его в своём кабинете на Чистых прудах. Идеи прагматизма и метод проектов привлекали внимание педагогов многих стран, в том числе и России, и считались средством для построения школы нового типа.
Профессор В. В. Кумарин пишет: «Луначарский, по совету Ильича, вместо „прусской модели“ ввёл американскую. Ленину очень хотелось, чтобы пролетарские детишки росли здоровыми, не витали в облаках „всестороннего развития личности“ (что такое „личность“ и сколько у неё сторон — кто знает, пусть поднимет руку), а как можно раньше распознавали своё призвание и не болтались в жизненной проруби как круглые отличники».
В начале 1930-х годов Сталин снова «восстановил в правах» железобетонные единые учебные планы и программы. После 1937 г. Дьюи был «опознан» в СССР как пособник троцкизма (в связи со своей правозащитной деятельностью в комиссии по этому поводу), а его книги были изъяты из советских библиотек.

## Концепция эстетического опыта Дж. Дьюи
Свою теорию эстетики Дж. Дьюи раскрывает через понятие опыта, определение которого можно встретить в фундаментальных работах автора, таких как «Опыт, природа и искусство» (1925) и «Искусство как опыт» (1934). В целом опыт представляет собой синтез субъективного мира человека и внешней объективной реальности, включающий в себя не только повседневные практики и ритуальные действия, но и отражающий систему ценностей, формы отношения к окружающей реальности — среде (страх, желания, сомнения), которые конституируют человека как «живое существо».
Автор выделяет три вида опыта: познавательный, моральный и эстетический, при этом последний трактуется как кульминационный момент интеграции энергии жизни и жизненных сил, наиболее сильное и интенсивное чувственное переживание, проходящее стадии от волнения до гармонии и обеспечивающее сообщение между живым организмом и средой, индивидом и миром. Однако эстетический опыт не должен сводиться только к чувственным переживаниям субъекта, так как это лишает его критерия проверки и связи с внешним миром. Эстетические ценности должны формироваться в процессе сенсорного обмена между живым существом (человеком) и окружающей средой и быть постоянно проверяемы в опыте.
Взаимодействие живого организма с его средой действия раскрывает источник всех форм сосуществования, содействия, напряженности и баланса, которые формируют ключевые элементы эстетического опыта и объединяются между собой понятием ритма, выступающего в качестве образца отношения живого существа к его среде. Эстетическая репрезентация этих ритмов составляет артистическую форму искусства.
Таким образом, только связь искусства с повседневностью и социальной реальностью гарантирует непрерывность эстетического опыта. При этом опыт, по Дж. Дьюи, определяется не просто непрерывностью жизненного потока, а серией ситуаций: «Утверждение, что индивидуумы живут в мире, означает конкретно, что они живут в серии ситуаций».
Через постулирование непрерывности эстетического опыта автор подходит к критике фрагментации и крайнего индивидуализма в искусстве («купейности»), к которым вынуждены обращаться художники при определении эстетического опыта только как ситуационного материала своей творческой деятельности. Предельный индивидуализм и идеализм эстетических категорий постулируют непримиримый дуализм искусства и жизни, который постулировала классическая эстетика в лице И. Канта и Ф. Шиллера в определении эстетических категорий вне рассмотрения общественной роли искусства как инструмента познания окружающей действительности и формирования личности в целом. Дж. Дьюи критически отмечает отсутствие социального подхода и реального применения эстетических категорий: трактовка идеализма возводит искусство на «чисто метафизический пьедестал», что противоречит реальным целям человека как части социума.
Для Дж. Дьюи эстетика становится инструментом глобального освоения мира человеком, включающим в себя результат всей структуры опыта.

### Философия искусства как теория инструментализма
Дж. Дьюи в широком смысле определяет искусство как потенциальный опыт, реализация которого превосходит традиционные оппозиции между изящным и прикладным искусством, искусством и наукой.
Главной категорией инструментализма становится понятие опыта, в котором субъект и объект совместно координируют свое взаимодействие. Различные виды искусства выявляют свой инструментальный характер по отношению к различным целям:
- Во-первых, искусство можно встретить в каждой практической деятельности человека: в движениях атлета, работе садовника, в ходе научного эксперимента или реализации политических реформ в той же мере, в которой мы традиционно рассматривали произведения изящного искусства.
- Во-вторых, инструментальная теория проявляет себя в качестве ориентирующего механизма поиска ценностей, из множества которых формируется опыт человека.

Автор разграничивает опыт последовательностью фаз: инструментальной, финальной (окончательной) и потребительской:
- Целенаправленная деятельность, опыт, реализованный ради достижения внешних целей (например, поход в магазин для приобретения продуктов) формирует инструментальную ступень.
- Финальная стадия определяет действия, направленные на достижение собственного внутреннего наслаждения.
- Потребительская стадия определяется как синтез инструментальной и финальной фазы в ощущении полноты результативности, которая репрезентируется в вербальной форме выражениями: «Я добился», «Я завершил» и т. д. Данная фаза концентрирует в себе всю полноту жизни, наполняя энергией для реализации целей и мотивации к новым действиям. Некоторые потребительские опыты характеризуют повышенную осознанность качеств объекта, который становится эстетическим при особом инструментальном значении факторов, превышающих наш привычный порог восприятия.

Искусство возникает при производстве потребительской стадии дальнейших опытов, значимых не только для единичного субъекта, но и для всех людей, сочетая в себе качества действия и его результата. Более того, Дж. Дьюи рассматривает эстетическое воспитание через утилитарный принцип, сводя его к формированию практических навыков и способности делать практичные вещи, объекты, применимые в социальной реальности.
Таким образом, по мнению исследователя, любую результативную деятельность потенциально можно отнести к искусству. Однако Дьюи подчеркивает, что далеко не каждая деятельность действительно реализует данный потенциал, тем самым не совершается полная эстетизация всех действий.
В своей работе «Искусство как опыт» автор дает общее определение цели философии искусства: «Постоянно объединять произведения искусства как рафинированные интенсивные формы опыта и повседневные события, поступки, страдания, универсально признанные в качестве составляющих опыта». Эстетические исследования направлены на практическое решение конкретной задачи и проблемы, а не воспроизведение предшествующей реальности с отсылкой на авторитеты. При этом эстетические категории, имеющие эмпирическую природу, подлежат непрерывному пересмотру и критике.
Таким образом, мы можем рассматривать философию искусства как механизм социальной и культурной критики. Постоянное критическое исследование способно преодолеть разрыв между искусством и повседневностью в общественной среде без их полного синтеза.

### Продукт искусства и произведение искусства
В своих работах Дж. Дьюи проводит фундаментальное различие между понятиями продукта и произведения искусства. Для него продукт искусства определяется как конечный результат целенаправленной и утилитарной эстетической деятельности (примерами продукта искусства могут быть картина, скульптура, храм, поэма,- то, что имеет свое уникальное отражение на окружающую действительность и посредством которых публика способна приобщиться к опыту, реконструирующему деятельность художника). Напротив, произведение искусства раскрывает себя как процесс взаимодействия между индивидом-творцом и способом производительной деятельности (материальным или интеллектуальным), реализующийся в особой специальной среде. Таким образом, произведение искусства возникает при взаимодействии человека с продуктом, в результате которого формируется опыт, вызывающий удовлетворение своими освобождающими и упорядочивающими свойствами, формируя единственный способ коммуникации между людьми в ситуации социального неравенства.
При этом связующим звеном, обеспечивающим глобальную коммуникацию различных процессов опыта, является выразительный объект (значимый момент эмоциональной реакции на ситуацию). Через выразительный объект художник и публика сталкиваются друг с другом, с материальной и умственной средой и их культурой в целом, порождая трансформацию социальной действительности.
Таким образом, философия искусства не может быть понята вне анализа конкретных исторических и социальных условий ее реализации. Эстетический опыт, являясь продуктом взаимодействия между живым организмом и его средой обитания, представляет собой живительную силу. Задачей философии становится объяснение данного процесса.

### Влияние и последующая критика
Концепция эстетического опыта оказало колоссальное влияние на дальнейшее развитие эстетики и теории искусства. Например, Ричард Рорти в своей работе «Философия и зеркало природы» (1979) определял Дж. Дьюи как наиболее значительного «постфундаментального» философа XX в.
Барбара Хернстейн Смит в исследовании «Относительность ценности. Альтернативные перспективы критической теории» (1988) представила критику аксиологического критерия искусства и эстетических теорий, используя аргументацию Дж. Дьюи.
Ричард Шустерман в трактате «Эстетика прагматизма: живая красота, переосмысление искусства» (1992) раскрыл применимость идей теории эстетического опыта Дж. Дьюи к современным явлениям популярного искусства, такие как рэп и т. д.
Идеи Дж. Дьюи, развивать которые продолжили его последователи, легли в основу современной американской эстетики и позитивизма (натуралистическая или контекстуалистская эстетика). Именно в прагматизме большинство исследователей увидели инструмент преодоления кризисных явлений в философии, способного вырваться из строгой академической среды и найти реальную практическую применимость в действительности.